# Theobald Mansharter

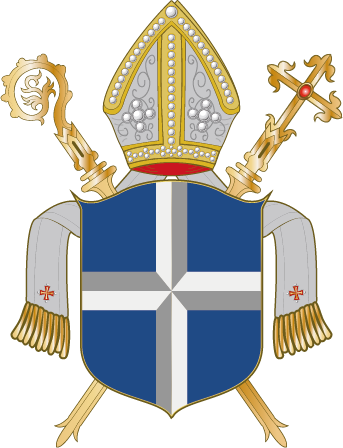
Wappen des Bistums Speyer

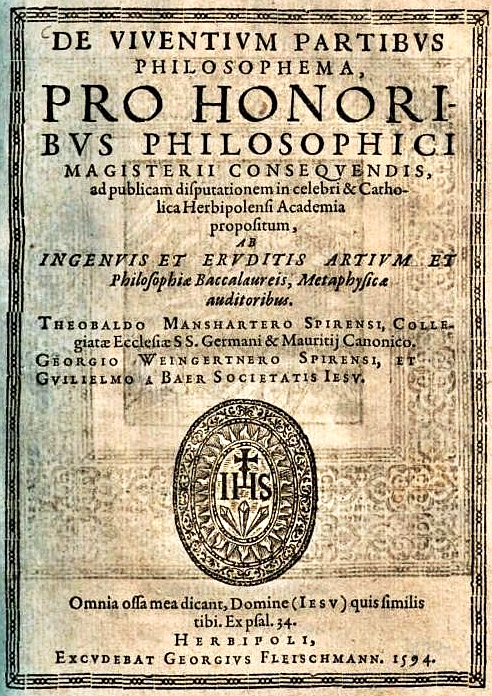
Titelblatt des Buches von 1594

Theobald Mansharter (* um 1570 verm. in Speyer; † 29. September 1610) war ein deutscher Stiftsdekan und Weihbischof in Speyer sowie Titularbischof von Daulia.

## Leben und Wirken
Er war der Sohn des gleichnamigen Lektors bzw. Lesers (juristisch gebildeter Sachbearbeiter) am Reichskammergericht Speyer. Dieser ist ab 1561 urkundlich dort belegt.
Theobald Mansharter besuchte die Jesuitenschule in Speyer und studierte an den Universitäten von Mainz bzw. Würzburg. In Mainz wirkte er als Präfekt der Marianischen Studentenkongregation, in Würzburg legte er 1594 eine wissenschaftliche Arbeit vor, die mit den Publikationen von zwei weiteren Autoren in dem Band De Viventium Partibus Philosophema pro Honoribus Philosophici erschien. Laut dem Titelblatt der Schrift war Mansharter damals Stiftskapitular an St. German und St. Moritz zu Speyer. 
Am 2. Oktober 1599 immatrikulierte er sich als Stiftsdekan von St. German und St. Moritz an der Universität Freiburg im Breisgau, wo er zum Doktor der Theologie promovierte.
Anfang 1605 wurde Mansharter von Bischof Eberhard von Dienheim zum Koadjutor des Speyerer Weihbischofs Dionys Burckard bestellt, nach dessen Tod (14. Mai 1605) folgte er ihm nach. Die Weihe als Titularbischof von Daulia erhielt er am 3. April 1606.
Die Ämter als Stiftsdekan und Weihbischof bekleidete er bis zu seinem Tod im Jahre 1610. 
Sein Bruder Marquard, ebenfalls Kanoniker an St. German und Moritz, spendete für das Stift 1000 Gulden und trat dann in den Kartäuserorden ein.